# مت نیکس
مت نیکس (انگلیسی: Matt Nix؛ زادهٔ ۴ سپتامبر ۱۹۷۱) یک فیلم‌نامه‌نویس، و تهیه‌کننده اهل ایالات متحده آمریکا است.